# American Coleman Company

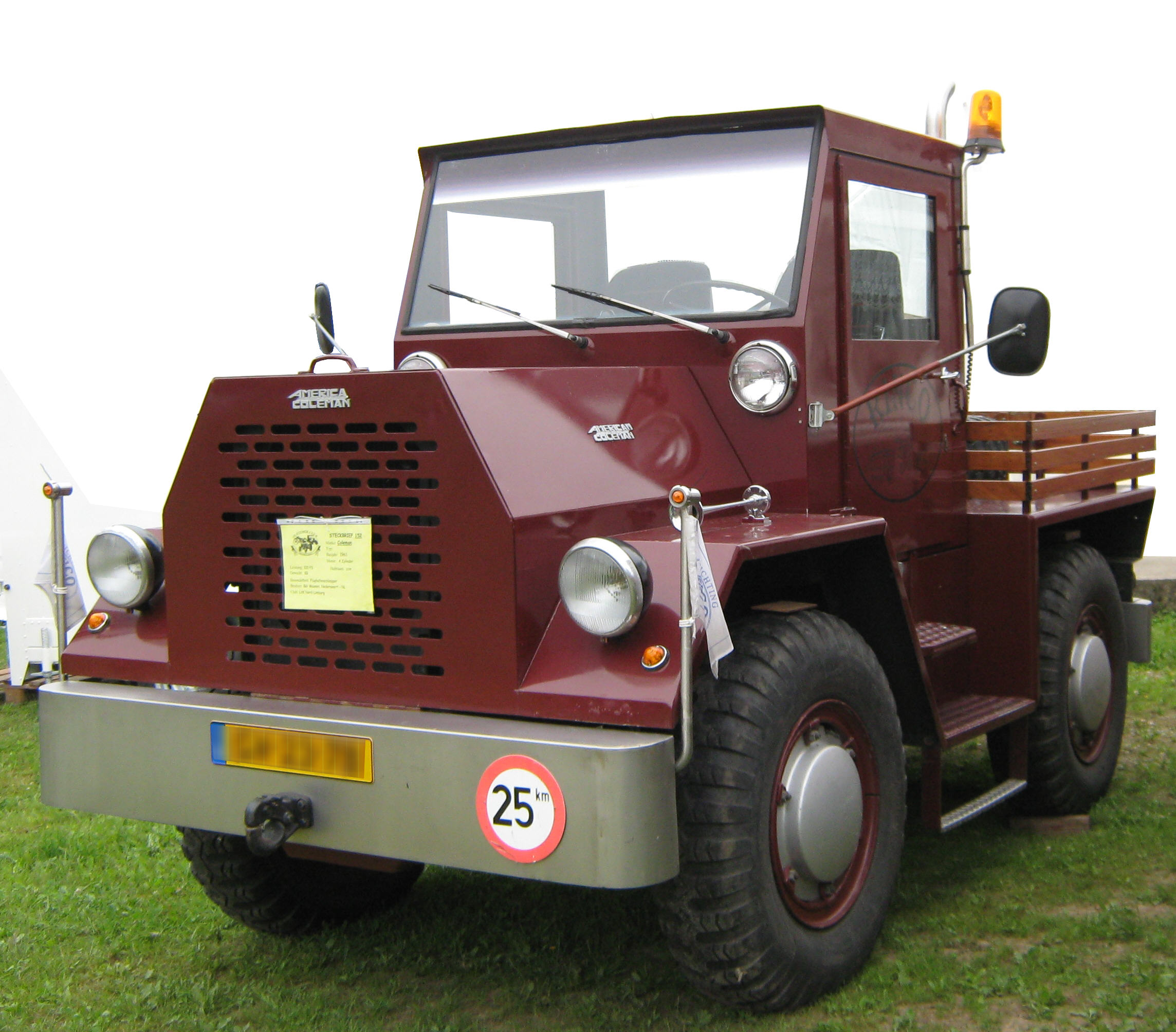
Flughafen-Schlepper von 1961

American Coleman Company, vorher Coleman Motors Corporation, war ein US-amerikanischer Hersteller von Kraftfahrzeugen.

## Unternehmensgeschichte
G. L. Coleman gründete 1923 die Coleman Motors Corporation in Omaha in Nebraska. 1925 verlegte er den Sitz nach Littleton in Colorado. Dort begann im gleichen Jahr die Produktion von Nutzfahrzeugen. Der Markenname lautete Coleman. Zwischen 1933 und 1935 entstanden auch fünf Personenkraftwagen als Prototypen, entworfen von Harleigh Holmes. 1949, noch unter der alten Firmierung, endete die Produktion zunächst. Sie wurde 1952 unter der Firmierung American Coleman Company wieder aufgenommen und 1986 endgültig aufgegeben.

## Fahrzeuge
Die ersten Lastkraftwagen hatten Vierradantrieb. Spätere Fahrzeuge hatten bis zu 10 Tonnen Nutzlast. Die United States Army nahm während des Zweiten Weltkriegs viele Fahrzeuge ab. Einige Fahrzeuge nach 1952 hatten einen Dieselmotor und Allradlenkung. Auch Sattelschlepper sind überliefert.
Die Pkw hatten einen V8-Motor von Ford. Die ersten beiden Fahrzeuge hatten Frontantrieb, die letzten drei Heckantrieb. Eine Abbildung zeigt eine zweitürige Limousine.